# Edmund di Schwarzenberg
Edmund Leopold Friedrich zu Schwarzenberg (Vienna, 18 novembre 1803 – Castello di Worlik in Boemia, 17 novembre 1873) è stato Principe di Schwarzenberg e feldmaresciallo dell'esercito imperiale austriaco.

## Biografia
Figlio minore del Principe Karl Philipp Schwarzenberg, vincitore della Battaglia di Lipsia contro Napoleone Bonaparte del 1813, per parte di sua madre era discendente del feldmaresciallo imperiale di origini italiane Scipione Guidi di Bagno. Edmund iniziò la propria carriera militare nel 1822 come cadetto nel Reggimento di fanteria "Conte Colloredo N° 33" dove, in virtù anche dei meriti e della fama del padre, fece una carriera che in breve tempo lo portò a rivestire tutti i gradi di ufficiale inferiore e superiore dell'esercito austriaco. Nel 1836 fu nominato colonnello comandante del Reggimento corazzieri "Barone Mengen N° 4" e nel 1844, dopo essere stato promosso generale maggiore, entrò a far parte del consiglio aulico di guerra. La rivoluzione del 1848 lo vide comandante di Brigata, una delle tre,  del 38º reggimento Brescia di stanza a Brescia da cui evacuò a seguito del trattatado con il municipio locale firmato in palazzo Cigola. Militò quindi nell'armata del feldmaresciallo Josef Radetzky in Italia, dove, nell'ambito della prima guerra d'indipendenza italiana, si distinse ottenendo l'Ordine di Leopoldo, la Croce Ferrea di 1ª classe e la Croce al merito militare. Per gli scontri a Porta Vigentina, davanti a Milano, gli sarà successivamente concessa (153ª promozione del 23 luglio 1849) la croce di cavaliere dell'Ordine militare di Maria Teresa.
Promosso luogotenente feldmaresciallo, nel maggio del 1849 fu destinato a comandare il 3º Corpo d'armata in Ungheria contro gli insorti magiari, ma un colpo apoplettico lo costrinse ad abbandonare per lungo tempo il servizio attivo.
Ristabilitosi dopo avere seguito le cure idroterapiche di Gräfenberg, ebbe alcuni comandi importanti tra cui quello provvisorio della 4ª Armata a Leopoli in Galizia.
Nel 1856 divenne comandante del 3º Corpo d'Armata a Vienna. Tale Corpo sarà inviato di rinforzo alle truppe austriache in Italia all'inizio del 1859. Nel giugno di quell'anno, nel corso della seconda guerra d'indipendenza italiana, Schwarzenberg prese parte alle sanguinosissime battaglie di Magenta e di Solferino e San Martino in conseguenza delle quali gli austriaci, usciti sconfitti, persero la Lombardia. Dopo questi fatti fu a capo del 2º Corpo d'Armata e comandante generale dell'Alta Austria, di Salisburgo e della Marca di Stiria. Nel novembre del 1860 dovette però abbandonare per motivi di salute ogni ruolo attivo nell'esercito. L'imperatore Francesco Giuseppe, tuttavia, volle ricompensare ancora una volta il fedele principe, nominandolo tenente-capitano della sua Prima guardia del corpo degli Arcieri, nella quale passerà capitano effettivo nel 1867 dopo la morte del precedente comandante, il feldmaresciallo Wratislaw.
In occasione dell'inaugurazione a Vienna il 20 ottobre 1867 del monumento che celebrava le glorie del padre contro Napoleone, l'imperatore nominò il principe Edmund feldmaresciallo, il grado più elevato dell'esercito austriaco.

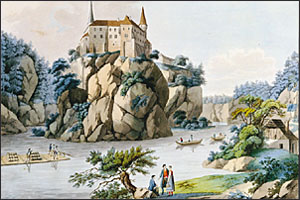
Castello di Worlik

Morì il 17 novembre 1873 nel Castello di Worlik, in Boemia, proprietà della sua famiglia da diverse generazioni. Ultimo dei figli del vincitore di Lipsia, rimase celibe.
Edmund Schwarzenberg, oltre ad essere stato insignito di alcune onorificenze estere, era cavaliere del Toson d'oro, Gran Croce dell'Ordine Imperiale di Leopoldo, detentore della Corona ferrea di 1ª classe e della Croce al merito militare, oltre al citato Ordine di Maria Teresa. Dal 1849 era titolare del 10º Reggimento corazzieri (ex 2° Dragoni e futuro 15° Ussari) dapprima come secondo colonnello poi (nel 1868) come primo colonnello proprietario.

## Ascendenza
|                                                                     |                         |                                       | Genitori                                      |  |  | Nonni |  |  | Bisnonni                                                  |  |  | Trisnonni                                                             |  |
|                                                                     |                         |                                       |                                               |  |  |       |  |  | Giuseppe I di Schwarzenberg, IV principe di Schwarzenberg |  |  | Adamo Francesco Carlo di Schwarzenberg, III principe di Schwarzenberg |  |
|                                                                     |                         |                                       |                                               |  |  |       |  |  | Giuseppe I di Schwarzenberg, IV principe di Schwarzenberg |  |  | Adamo Francesco Carlo di Schwarzenberg, III principe di Schwarzenberg |  |
|                                                                     |                         | Eleonore von Lobkowicz                |                                               |  |  |       |  |  | Giuseppe I di Schwarzenberg, IV principe di Schwarzenberg |  |  |                                                                       |  |
| Giovanni I Nepomuceno di Schwarzenberg, V principe di Schwarzenberg |                         |                                       |                                               |  |  |       |  |  | Giuseppe I di Schwarzenberg, IV principe di Schwarzenberg |  |  |                                                                       |  |
|                                                                     |                         | Maria Teresa del Liechtenstein        | Giuseppe Giovanni Adamo del Liechtenstein     |  |  |       |  |  |                                                           |  |  |                                                                       |  |
|                                                                     |                         | Maria Teresa del Liechtenstein        | Giuseppe Giovanni Adamo del Liechtenstein     |  |  |       |  |  |                                                           |  |  |                                                                       |  |
|                                                                     |                         | Maria Teresa del Liechtenstein        | Maria Anna Caterina di Öttingen-Spielberg     |  |  |       |  |  |                                                           |  |  |                                                                       |  |
| Karl Philipp Schwarzenberg, I principe di Schwarzenberg             |                         | Maria Teresa del Liechtenstein        |                                               |  |  |       |  |  |                                                           |  |  |                                                                       |  |
|                                                                     |                         | Filippo Carlo di Öttingen-Wallerstein | Antonio Carlo di Öttingen-Wallerstein         |  |  |       |  |  |                                                           |  |  |                                                                       |  |
|                                                                     |                         | Filippo Carlo di Öttingen-Wallerstein | Antonio Carlo di Öttingen-Wallerstein         |  |  |       |  |  |                                                           |  |  |                                                                       |  |
|                                                                     |                         | Filippo Carlo di Öttingen-Wallerstein | Maria Agnes Magdalena Fugger von Glott        |  |  |       |  |  |                                                           |  |  |                                                                       |  |
| Marie Eleonora di Öttingen-Wallerstein                              |                         | Filippo Carlo di Öttingen-Wallerstein |                                               |  |  |       |  |  |                                                           |  |  |                                                                       |  |
|                                                                     |                         | Carlotta Giuliana di Öttingen-Baldern | Kraft Antonio Guglielmo di Öttingen-Baldern   |  |  |       |  |  |                                                           |  |  |                                                                       |  |
|                                                                     |                         | Carlotta Giuliana di Öttingen-Baldern | Kraft Antonio Guglielmo di Öttingen-Baldern   |  |  |       |  |  |                                                           |  |  |                                                                       |  |
|                                                                     |                         | Carlotta Giuliana di Öttingen-Baldern | Maria Eleonora di Schönborn-Buchheim          |  |  |       |  |  |                                                           |  |  |                                                                       |  |
| Edmund von Schwarzenberg                                            |                         | Carlotta Giuliana di Öttingen-Baldern |                                               |  |  |       |  |  |                                                           |  |  |                                                                       |  |
|                                                                     | Otto Carl von Hohenfeld | Otto Ferdinand von Hohenfeld          |                                               |  |  |       |  |  |                                                           |  |  |                                                                       |  |
|                                                                     | Otto Carl von Hohenfeld | Otto Ferdinand von Hohenfeld          |                                               |  |  |       |  |  |                                                           |  |  |                                                                       |  |
|                                                                     | Otto Carl von Hohenfeld | Maria Magdolna Serényi                |                                               |  |  |       |  |  |                                                           |  |  |                                                                       |  |
| Otto Franz von Hohenfeld                                            | Otto Carl von Hohenfeld |                                       |                                               |  |  |       |  |  |                                                           |  |  |                                                                       |  |
|                                                                     |                         | Maria Teresa Guidi di Bagno           | Scipione Guidi di Bagno                       |  |  |       |  |  |                                                           |  |  |                                                                       |  |
|                                                                     |                         | Maria Teresa Guidi di Bagno           | Scipione Guidi di Bagno                       |  |  |       |  |  |                                                           |  |  |                                                                       |  |
|                                                                     |                         | Maria Teresa Guidi di Bagno           | Anna Maria Eleonora von Wrbna und Freudenthal |  |  |       |  |  |                                                           |  |  |                                                                       |  |
| Maria Anna von Hohenfeld                                            |                         | Maria Teresa Guidi di Bagno           |                                               |  |  |       |  |  |                                                           |  |  |                                                                       |  |
|                                                                     |                         | Franz Theodor vom Stain zu Jettingen  | Franz Marquard vom Stain zu Jettingen         |  |  |       |  |  |                                                           |  |  |                                                                       |  |
|                                                                     |                         | Franz Theodor vom Stain zu Jettingen  | Franz Marquard vom Stain zu Jettingen         |  |  |       |  |  |                                                           |  |  |                                                                       |  |
|                                                                     |                         | Franz Theodor vom Stain zu Jettingen  | Anna Maria von und zu Guttenberg              |  |  |       |  |  |                                                           |  |  |                                                                       |  |
| Maria Anna Franziska vom Stain zu Jettingen                         |                         | Franz Theodor vom Stain zu Jettingen  |                                               |  |  |       |  |  |                                                           |  |  |                                                                       |  |
|                                                                     |                         | Franziska Schenk von Stauffenberg     | Johann Werner Schenk von Stauffenberg         |  |  |       |  |  |                                                           |  |  |                                                                       |  |
|                                                                     |                         | Franziska Schenk von Stauffenberg     | Johann Werner Schenk von Stauffenberg         |  |  |       |  |  |                                                           |  |  |                                                                       |  |
|                                                                     |                         | Franziska Schenk von Stauffenberg     | Marie Sophie Elisabeth von Rosenbach          |  |  |       |  |  |                                                           |  |  |                                                                       |  |
|                                                                     |                         | Franziska Schenk von Stauffenberg     |                                               |  |  |       |  |  |                                                           |  |  |                                                                       |  |